# Dyacopterus brooksi
Dyacopterus brooksi — вид рукокрилих, родини Криланових.

## Середовище проживання
Цей вид зустрічається на Суматрі в Індонезії. Проживає в низинних первинних лісах, а також у вторинних лісах.

## Загрози та охорона
На вид не полюють. Вирубка лісів в результаті розширення сільського господарства і плантацій, лісозаготівель і лісових пожеж є серйозною загрозою, особливо в низинних районах. Він був записаний у англ. Lesneur National Park.